# Boehms buskekorre
Boehms buskekorre (Paraxerus boehmi) är en däggdjursart som först beskrevs av Reichenow 1886. Den ingår i släktet Paraxerus och familjen ekorrar. IUCN kategoriserar arten globalt som livskraftig.

## Underarter
Catalogue of Life samt Wilson & Reeder (2005) skiljer mellan 4 underarter:
- Paraxerus boehmi boehmi (Reichenow, 1886)
- Paraxerus boehmi antoniae Thomas and Wroughton, 1907
- Paraxerus boehmi emini (Stuhlman, 1894)
- Paraxerus boehmi gazellae (Thomas, 1918)

Vissa auktoriteter betraktar höglandsformen som en särskild underart, Paraxerus boehmi vulcanorum, medan andra ser den antingen som en egen art (Paraxerus vulcanorum) eller en form av Paraxerus boehmi emini.

## Beskrivning
Pälsen på ovansidan är spräcklig i gult, svart och grått, vilket ger en olivfärgad effekt. Längs ryggen har den fem strimmor: Mittstrimman är bred och brungul till orange, omgiven av först två smala, svarta strimmor, en på varje sida, och utanför dem två vita till krämfärgade. Huvudet har tre ljusa längsstrimmor, en ovanför och en under varje öga, och en längs kinden. Öronen är små och runda. Buksidan är färgad som ryggsidan men ljusare. Benen är grönbruna; framfötterna har 4 klor, bakfötterna 5. Svansen är lång, spräcklig i svart och ockra samt med otydliga ringar. Arten är liten: Kroppslängden är 11 till knappt 13 cm, ej medräknat den 14 till 16 cm långa svansen. Vikten varierar mellan 48 och 80 g för hanarna, 72 och 83 g för icke dräktiga honor.

## Utbredning
Denna ekorre förekommer i centrala Afrika från Sydsudan till norra Zambia.

## Ekologi
Habitatet utgörs av regnskogar och trädbevuxna savanner där arten lever i trädens lägre nivåer och bland buskage. Den håller sig gärna till bland lianer och kan uppträda på marken. En särskild höglandsform förekommer, som föredrar bearbetade områden med tät undervegetation. Arten kan även förekomma i utkanterna av odlade områden och i vegetationen längs vägar.
Boehms buskekorre bygger stora, fågelboliknande bon av kvistar och gräs bland trädgrenar 2 till 8 meter över marken. De har en särskild bokammare i mitten som är klädd med mjukare material.

### Föda och predation
Arten är allätare, som levar av mossa, bark, frukt, svamp, lavar och insekter som bland annat skalbaggar och larver. Själv utgör ekorren byte för hökartade rovfåglar, speciellt långstjärtad hök, näshornsfåglar och ormar.

### Fortplantning
Arten kan para sig året om, med en topp från slutet av torrtiden till början av regntiden. Vanligtvis får honan bara en unge, i undantagsfall två.